# Уолъс Лангам
Джеймс Уолъс Лангам II (на английски: James Wallace Langham II) е американски актьор. Известен е с ролята си на Дейвид Ходжис в сериала „От местопрестъплението“. Снима се във филми като „Таткова градина“ (2003), „Мис Слънчице“ (2006), „Социалната мрежа“ (2010), „Хичкок“ (2013), „Превъзходство“ (2014) и „Твърде лично 3“ (2014).

## Избрана филмография
- „Нечиста наука“ (1985)
- „Майкъл“ (1996)
- „Таткова градина“ (2003)
- „Мис Слънчице“ (2006)
- „Великият Бък Хауърд“ (2008)
- „Социалната мрежа“ (2010)
- „Руби Спаркс: Мечтаното момиче“ (2012)
- „Хичкок“ (2012)
- „Превъзходство“ (2014)
- „Твърде лично 3" (2014)
- „В голямата игра“ (2016)
- „Битката на половете“ (2017)
- „Тъмна дарба“ (2018)
- „Пълно ускорение“ (2019)
- „Alto Knights“ (2025)